# Zarathustra
Zarathustra vagy Zoroaszter (avesztai Zaraθuštra, görögül Ζωροάστρης, azaz Zóroasztrész, középperzsa Zardušt, perzsa nyelven زرتشت: Zartošt; Baktria/Sistan/Urmia) ókori iráni pap, Ahura Mazdá prófétája, a zoroasztrizmus létrehozója, amelyet mazdaizmusnak is neveznek. Mai tudósok nyelvi és társadalmi-kulturális bizonyítékok alapján többnyire a Kr. e. 2. évezredre datálják az életét, az 1980-as évekig a Kr. e. 6. század volt a legelfogadottabb datálás.
Életének nagy része a zoroasztriánus szövegekből ismert.

## Élete
Zarathustra a Szpitama („ragyogóan támadó”) család sarjaként született, apja Pourusaszpa („tarka lovú”). Az ókori Perzsia területén, valahol az Ókszosz folyó partján kell keresni születési helyét, amelyet csak nyelvészeti alapon határoztak meg az Irán keleti részén használt nyelvjárás alapján. Születésének és munkásságának idejével kapcsolatban számos nézet található. Vallási források az időpontot i. e. 6000 és 600 közé teszik, a kutatók azonban jelentősen szűkítik a szóba jöhető periódust. Az általánosan elfogadott időszak az i. e. 6. századra esik. Régi mazdaita hagyomány állítja, hogy Nagy Sándor előtt 258 évvel […] történt valami. A mazdaita adatról nem tudni, hogy akár Zarathusta, akár Nagy Sándor életének mely részére vonatkozik, de az általánosan elfogadott vélemény szerint I. Dareiosz király apja, Vistászpa megtérítésére (ami Zarathustra negyvenéves korában következett be) és Perszepolisz i. e. 330-as elfoglalására. Ebből az következik, hogy ha i. e. 588-ban negyvenéves volt, akkor i. e. 628-ban született.
Mary Boyce kutatásai felvetették, hogy a próféta jóval korábban élt, mint ahogy azt sokáig gondolták, i. e. 1500 és i. e. 1000 közé teszik az életét. Az állítás még közel sincs bizonyítva, magának a zoroasztrizmusnak a létére sincs ilyen korai időből adat, bár sokan egyetértenek vele. Tudományos konszenzus jelenleg nincs.
Munkásságának megítélése legalább olyan sokszínű, mint születésének és létezésének elképzelései. Van aki szerint megreformálta a mazdaizmust, mások szerint semmiféle reform nem volt, csak összefoglalta az ezeréves hagyományokat – amelyek az iráni vallás egyik kis szeletét képviselik – és megint mások szerint egyáltalán nem is létezett.
A Jaszt 33:16 szerint templomi áldozópap és énekes volt, zaotar. Harmincéves volt – csakúgy mint Jézus –, amikor megvilágosodott, s egy magát Vohu Manahnak („helyes gondolkodás”) nevező lény jelent meg előtte nagy fényességben, akinek segítségével Ahura Mazdá színe elé került. Ekkor világosodott meg benne, hogy Ahura Mazdá az egyetlen, örökkévaló teremtő istenség. Saját törzse nem fogadta el tanítását, így kénytelen volt elhagyni azt. Vistászpa királyt tizedik térítési évében sikerült megnyernie tanításainak, aki sikeresen védelmezte az egyre erősödő és egyre nagyobb teret nyerő vallást.
A zoroasztrizmus alaptételei nem jelentenek új vallást Iránban. Ahura Mazdá állandó jelzői között már Zarathustra előtt is megvolt a „Nagy Isten”. Az Akhaimenida feliratokon rendszeresen így szerepel.
Zarathustra halálának körülményei bizonytalanok. Firdauszí, a Sahname írója szerint 77 éves korában lemészárolták, amikor a turániak betörtek Baktriába. Egy Brátvarkhs (Brádrész) nevű, a későbbi hagyomány szerint farkasbőrbe öltözött turáni gyilkolta meg egy tűzszentélyben. A farkasbőr ruha jelzés értékű, a Zarathustra által farkasoknak nevezett árja férfitársaságokra utalhat.
Az általa hirdetett vallás széles körű támogatásra talált az i. e. 6. században. A zoroasztrizmus az Akhaimenida dinasztia idején erősödött meg, Kabúdzsijától Khsajársáig a zoroasztrizmus védelemre talált. A Pártus Birodalom bukása után a 224-ben hatalomra kerülő Szászánida uralkodók a zoroasztrizmust államvallássá tették, s a 622-ben bekövetkező iszlám hódításig az is maradt.

## Zarathustra tanítása
Zarathustra tanai a háromnegyed részben elveszett Zend-Aveszta alapján ismerhetők, valamint a későbbiekben hozzá kapcsolódó kommentár-irodalomból. Az extatikus–látomásos próféták közé tartozik, akik személyes jelenéses élményeik hatására válnak valamely isten vagy eszme követőivé és térítőivé. Az iráni panteonból Ahura Mazdá világteremtő és világfenntartó lényét hirdette, akit az Amesa Szpenták segítettek. Ezek az isteni lények Asa az igazság, Vohu Manah, a helyes gondolkodás, Ármaiti, az ájtatosság, Kshathra, a hatalom, Szpenta Mainju, a jótevő szellem, Haurvata az egészség és Amereta a halhatatlanság.
A zoroaszteri teológia erősen dualista beállítottságú, de nem a tipikus dualizmusok közé tartozik. Látomásában Ahura Mazdá megnevezte Zarathustrának ellenfelét, Angra Mainjut, a gonoszság szellemét (Ahura Mazdá egyik fia), s azzal a feladattal bízta meg, hogy közvetítse az emberek felé a jó és a gonosz közti választás lehetőségét. A zoroasztrianizmus etikája így lényegében a jó és rossz, az igazság és hazugság, a fény és a sötétség közti választás lehetőségére épül, s arra, hogy a földi cselekedetek, hozzáállások befolyásolják a halál utáni állapotot. Viszont Angra Mainju nem Ahura Mazdával (az apjával), hanem Szpenta Mainjuval (a testvérével) áll szemben. A Jaszna 3 szerint e két szellem a születése alkalmával választotta a jót és a rosszat, ettől kezdve küzdenek egymással.
A zoroasztrianizmus monoteista istenfelfogásában szoros párhuzamba állítható a judaizmus, a kereszténység és az iszlám hitvilág tételeivel. A test, mint gonosz és a lélek, mint jó dualisztikus ellentéte a kései zoroasztrianizmusban alakult ki. Egy mezopotámiai vándorprédikátor, Mani fejlesztette ezeket a nézeteket a dualizmus extrém formáivá (manicheizmus).
Általában a mennyországról, pokolról és a test/lélek feltámadásáról alkotott zarathustrai képet a zsidó és keresztény túlvilágképekkel vonják párhuzamba, mint azok megfelelőjét. Azonban már a júdaizmus és a kereszténység túlvilágképe sem állítható párhuzamba. A kor zsidóságának nem volt határozott elképzelése a túlvilágról, illetve nem volt olyan hely, ahol az „üdvözültek” és „elkárhozottak” gyülekeztek. A zsidó szemlélet szerint a Rosszak a „gödör emberei”, míg a többi lélek a halál után szabadon járkált az élők között, meglátogatta családját és elfogyasztotta az áldozatokat. A zsidó mennyek országa vagy az Isten országa földi királyságra, a zsidó állam politikai önállóságára utal. A kereszténység örökölte ezt a bizonytalan túlvilágképet és csak hosszas vajúdás után, néhány évszázad alatt alakult ki először a pokol és mennyország fogalma, még később a purgatórium.
A Zend-Aveszta ezektől teljesen eltérő módon határozza meg az üdvözülést. Jiam-Sid, az aranykor királya kilenc hidat épített országa közepén, amelyek nem tudni hová vezettek. Ezekből nyolc leomlott az aranykor végén, a maradék a Chinvat-híd, amelyen a lelkek elköltöznek a földről és a láthatatlanba térnek.
A kereszténység és a zoroasztrizmus kapcsolatai leginkább az előbbibe vándormotívumként átkerülő részletek mutatják. Például Zarathustra követői is tartottak rituális étkezést prófétájuk emlékére, ugyanis neki is volt „utolsó vacsora” jellegű hagyománya. Ezen Ahura Mazdá prófétája kijelentette, hogy aki vele együtt eszik a kenyérből és iszik a borból, vele együtt fog üdvözülni is. Amikor a templomban leütötték, utoljára a haldokló arra intette a körülötte állókat, hogy merénylőinek bocsássanak meg, mert nem tudták, mit cselekszenek.
Zarathustra lelkének szubsztanciája az esővel jutott a földre, majd a növények közvetítésével a tehénbe, melynek tejét szülei itták. A pár ekkor (ezután) szeretkezett először, azaz addig szűznek tekintendők, a gyermek pedig az égből érkezőnek. Zarathustra az új vallás kinyilatkoztatását közvetlenül Ahura Mazdától kapja. Megismétli a Jó választását (Jaszna 32: 2) és híveitől sem kér egyebet. Az ember felszólíttatott Ahura Mazdá példájának követésére, ám választása szabad. Nem érzi magát isten rabjának vagy szolgájának (amint például Varuna, Jahve, Allah hívei vallják). Figyelemre méltó, hogy tarzoszi Pál a rómaiaknak írt levelében (14, 1. és 14, 12.) a szabad választást propagálja, mellyel a júdaizmus kötelékeit kívánta Zarathustra módján elvágni. A szabad akarat motívuma a Luciferrel kapcsolatos elképzelésekben is megfogható, amelynek másik vetülete a dualisztikus szemlélet. A „nyáj” és a „pásztor” kifejezés az egész Közel-Keleten, sőt még Indiában is az úr-szolga viszony megjelölése. Zarathustra a „marha pásztora”, követői „jószágok”. Követői a „barátok és tanítványok”, egyfajta apostoli közösséget alkotnak. Önmagát „szabadítónak” (szaosjant) nevezi több alkalommal.

## Szent könyv
A zoroasztrianizmus szent könyve az úgynevezett Zend-Aveszta (ahol a "Zend" jelentése: "magyarázat"). Az Aveszta, ahogy mai formájában ismerjük, egy valamikor hatalmas vallási szöveggyűjtemény töredékeit tartalmazza. A fennmaradt szövegeket hagyományosan a következő könyvekre osztják:
- Jaszna
- Visperdád (Visperdíd)
- Jaszt
- kisebb szövegek
- Vendídád
- valamint a töredékek.

A Jaszna részét képzi az a 17 "himnusz" vagy "dal", "buzdítás" (gáthá), melyeket az Aveszta legrégibb szövegeiként magának Zarathustrának tulajdonítanak.

## A diaszpóra
A muzulmán hódítás után Zarathustra követőinek száma alaposan megcsappant. Voltak ugyan, akik úgy döntöttek, nem hagyják el Perzsiát (a mai Irán területe), mások azonban, az iszlám térítők elől menekülve, India nyugati partvidékén telepedtek le, ahol párszi néven került be a köztudatba, s erős, összetartó közösségeket hoztak létre. 1979-ben, az iráni forradalmat követően sok zoroasztránus ismét kénytelen volt elhagyni hazáját.
Napjainkban, az első árják leszármazottai elszórt közösségekben élnek szerte a világban, Nagy-Britanniától Kanadán át az Egyesült Államokig. Nagyobb számú közösségük él Indiában, s az őshazában, Irán területén is maradtak Zarathustra követői. Ők a mai napig elismerik az Aveszta tekintélyét és Zarathusztrát Ahura Mazdá prófétájaként tisztelik. Papjaik, a daszturok ma is az ősi hit alapjaira építkezve vezetik a vallási közösségeket. Ugyanakkor, a mai zoroasztriánusok körében is felmerülnek a modern világ működéséből, az egyre világiasabbá váló környezet hatásaiból adódó kérdések a papsággal, az ősi rítusoknak mindennapi megtartásával kapcsolatban.